# Integrale di Gauss
L'integrale di Gauss, detto anche integrale gaussiano, è un integrale definito, calcolato per la prima volta da Gauss. È alla base della distribuzione normale (o "distribuzione gaussiana"), mattone fondamentale della teoria della probabilità. La funzione integranda, normalizzata affinché l'area dell'integrale da {\displaystyle -\infty } a {\displaystyle +\infty } sia {\displaystyle 1}, è detta anche funzione gaussiana.
La forma solitamente usata per l'integrale di Gauss è:
{\displaystyle \int _{-\infty }^{+\infty }e^{-x^{2}}\,dx={\sqrt {\pi }},}
o l'equivalente
{\displaystyle \int _{0}^{+\infty }e^{-x^{2}}\,dx={\frac {\sqrt {\pi }}{2}}.}
Una generalizzazione per una generica funzione gaussiana è:
{\displaystyle \int _{-\infty }^{+\infty }a\,e^{-bx^{2}+cx+d}\,dx=a\,{\sqrt {\frac {\pi }{b}}}\,\exp \left({\frac {c^{2}}{4b}}+d\right),}
dove {\displaystyle b} è reale e positivo.
Nel caso in cui l'esponente presenti numeri immaginari:
{\displaystyle \int _{-\infty }^{+\infty }\,e^{ibx^{2}}\,dx=e^{i\mathrm {segno} (b){\frac {\pi }{4}}}\,{\sqrt {\frac {\pi }{|b|}}}={\sqrt {\frac {i\pi }{b}}}.}
Per una funzione a più variabili, dove {\displaystyle A} è una matrice {\displaystyle n\times n} simmetrica definita positiva (quindi invertibile), si ha:
{\displaystyle \int _{\mathbb {R} ^{n}}\exp \left(-{\frac {1}{2}}\sum _{i,j=1}^{n}A_{ij}x_{i}x_{j}\right)\,d^{n}x={\sqrt {\frac {(2\pi )^{n}}{\det A}}},}
dove l'integrazione è effettuata su {\displaystyle \mathbb {R} ^{n}}.

## Calcolo dell'integrale
L'integrale indefinito{\displaystyle \int {e^{-x^{2}}}\,dx} non è esprimibile in termini di funzioni elementari; di conseguenza, anche nel caso di integrale definito è impossibile usare la primitiva di {\displaystyle f(x)=e^{-x^{2}}} per calcolare la differenza tra i due estremi ed ottenere il valore cercato. Tuttavia esistono alcuni metodi che permettono di aggirare il calcolo esplicito della primitiva.

### Coordinate polari nel piano
Consideriamo l'integrale:
{\displaystyle I_{1}=\int _{\mathbb {R} }e^{-x^{2}}\,dx=\int _{-\infty }^{+\infty }e^{-x^{2}}\,dx.}
Consideriamo ora l'integrale:
{\displaystyle {\begin{aligned}I_{2}&=\iint _{\mathbb {R} ^{2}}e^{-(x^{2}+y^{2})}\,dx\,dy\\&=\int _{-\infty }^{+\infty }\int _{-\infty }^{+\infty }e^{-(x^{2}+y^{2})}\,dx\,dy.\end{aligned}}}
Osserviamo che, posto {\displaystyle f(x,y)=e^{-(x^{2}+y^{2})}}, possiamo scrivere: {\displaystyle f(x,y)=g(x)h(y)=(e^{-x^{2}})(e^{-y^{2}})}, in virtù di ciò segue:
{\displaystyle {\begin{aligned}I_{2}&=\int _{-\infty }^{+\infty }\int _{-\infty }^{+\infty }e^{-(x^{2}+y^{2})}\,dx\,dy\\&=\left(\int _{-\infty }^{+\infty }e^{-x^{2}}\,dx\right)\left(\int _{-\infty }^{+\infty }e^{-y^{2}}\,dy\right)\\&=I_{1}^{2}\end{aligned}}}
Essendo l'esponenziale una funzione sempre positiva, sarà sufficiente calcolare il valore dell'integrale doppio esteso ad {\displaystyle \mathbb {R} ^{2}}, che è un integrale generalizzato, e poi estrarre la radice quadrata del risultato.
Calcoliamo dunque:
{\displaystyle \iint _{C}e^{-(x^{2}+y^{2})}\,dx\,dy,}
dove {\textstyle C=\{(x,y)\in \mathbb {R} ^{2}:x^{2}+y^{2}\leq R^{2}\}} con {\displaystyle R>0.}
Passando ad un sistema di coordinate polari nel piano:
{\displaystyle \varphi ={\begin{cases}x=\rho \cos \theta \\y=\rho \operatorname {sen} \theta \end{cases}}\qquad |J_{\varphi }|={\Biggl |}{\frac {\partial (x,y)}{\partial (\rho ,\theta )}}{\Biggl |}=\rho }
{\displaystyle Q=\varphi ^{-1}(C)=\{(\rho ,\theta )\in \mathbb {R^{2}} :0\leq \rho \leq R,\,0\leq \theta \leq 2\pi \}}
dunque:
{\displaystyle {\begin{aligned}\iint _{C}e^{-(x^{2}+y^{2})}\,dx\,dy&=\iint _{Q}e^{-\rho ^{2}}\rho \,d\rho \,d\theta \\&=\int _{0}^{2\pi }d\theta \int _{0}^{R}\rho e^{-\rho ^{2}}\,d\rho \\&=2\pi \int _{0}^{R}\rho e^{-\rho ^{2}}\,d\rho \,=\,\pi {\biggl [}-e^{-\rho ^{2}}{\biggl ]}_{0}^{R}\\&=\pi {\biggl (}1-e^{-R^{2}}{\biggl )}.\end{aligned}}}
Quindi
{\displaystyle I_{1}^{2}=I_{2}=\lim _{R\to +\infty }\iint _{C}e^{-(x^{2}+y^{2})}\,dx\,dy=\lim _{R\to +\infty }\pi {\biggl (}1-e^{-R^{2}}{\biggl )}=\pi ,}
e quindi
{\displaystyle I_{1}=\int _{-\infty }^{+\infty }e^{-x^{2}}\,dx={\sqrt {\pi }}.}

## Un altro integrale gaussiano
Vediamo come ottenere la formula risolutiva per un integrale del tipo:
{\displaystyle I=\int _{-\infty }^{+\infty }e^{-\alpha x^{2}+\beta x}dx,}
con {\displaystyle \alpha >0.} Riscriviamo il termine all'esponenziale come il termine di un quadrato:
{\displaystyle -\alpha x^{2}+\beta x=-\left({\sqrt {\alpha }}x-{\frac {\beta }{2{\sqrt {\alpha }}}}\right)^{2}+{\frac {\beta ^{2}}{4\alpha }}.}
Sostituendo si ha:
{\displaystyle I=\int _{-\infty }^{+\infty }\exp \left({\frac {\beta ^{2}}{4\alpha }}-\left({\sqrt {\alpha }}x-{\frac {\beta }{2{\sqrt {\alpha }}}}\right)^{2}\right)dx.}
Poiché il primo membro dell'esponenziale non dipende da {\displaystyle x}, può essere portato fuori, in tal modo:
{\displaystyle I=e^{\frac {\beta ^{2}}{4\alpha }}\int _{-\infty }^{+\infty }e^{-({\sqrt {\alpha }}x-{\frac {\beta }{2{\sqrt {\alpha }}}})^{2}}dx.}
Effettuando il cambio di variabile
{\displaystyle y={\sqrt {\alpha }}x-{\frac {\beta }{2{\sqrt {\alpha }}}},}
{\displaystyle dy={\sqrt {\alpha }}dx\implies dx={\frac {dy}{\sqrt {\alpha }}}}
si ottiene
{\displaystyle I=e^{\frac {\beta ^{2}}{4\alpha }}\int _{-\infty }^{+\infty }{\frac {e^{-y^{2}}}{\sqrt {\alpha }}}dy,}
che è l'integrale gaussiano già calcolato alla sezione precedente e che dà
{\displaystyle I={\sqrt {\frac {\pi }{\alpha }}}e^{\frac {\beta ^{2}}{4\alpha }}.}